# Aeropuerto Internacional Ramon
El Aeropuerto Internacional Ramon  (en hebreo: נמל התעופה רמון) es un aeropuerto internacional, en el Valle de Timna, en el sur de Israel. Sustituirá aeropuerto de Eilat, manejando todos los vuelos civiles que utilizan actualmente el aeropuerto de Ovda, y sirviendo como un aeropuerto alternativo para el aeropuerto principal de Israel, el de Ben Gurión. El aeropuerto se encuentra a 18 km (11 millas ) al norte de Eilat, cerca de Beer Ora. 
Tiene unos 3 600 m ( 11 800 pies) de pista, más larga que la pista de aterrizaje en Eilat, lo que permitirá a aviones más grandes poder aterrizar. El aeropuerto fue inaugurado por Benjamín Netanyahu el 21 de enero de 2019 y su nombre es en honor a Ilan Ramon y su hijo Ramon Assaf.

## Destinos
El aeropuerto Ramon ofrece vuelos a las siguientes ciudades (enero de 2020):
| Ciudades        | Nombre del aeropuerto              | Aerolíneas         | Aeronaves  | Frecuencias semanales |            |
| Nacionales      | Nacionales                         | Nacionales         | Nacionales | Nacionales            | Nacionales |
| --------------- | ---------------------------------- | ------------------ | ---------- | --------------------- | ---------- |
| Israel          |                                    |                    |            |                       |            |
| Haifa           | Aeropuerto Int. de Haifa           | airHaifa           | ATR 72-600 |                       |            |
| Tel Aviv        | Aeropuerto Int. Ben Gurión         | Arkia Israir       |            |                       |            |
| Internacionales |                                    |                    |            |                       |            |
| Rusia           |                                    |                    |            |                       |            |
| Moscú           | Aeropuerto Int. de Moscú-Zhukovski | Red Wings Airlines |            |                       |            |